# Martim Pires Botelho
Martim Pires Botelho, também conhecido como Martim Botelho de Sandim (fl. 1296), foi um nobre português, Alcaide-mor de Castelo Rodrigo por ElRei D. Diniz pelo ano de 1296, sendo o tronco principal da família Botelho de Portugal.
Rui de Pina, citado por Frei Francisco Brandão na sua Monarquia Lusitana, afirma ter para si que Martim Botelho fazia parte do número dos alcaides-mores que ficaram por ordem de D. Diniz cerca de 1296 nas praças de Moura e Serpa, tornadas portuguesas em resultado do conflito entre Portugal e Castela que decorria nesse ano. Frei Francisco Brandão não segue esta hipótese, referindo que "era conhecido por Martim Botelho de Riba de Coa, & devia ser, porque ficou nesta ocasião por Alcaide-mor de Castel Rodrigo", praça transferida definitivamente para as mãos portuguesas em 1297 pelo Tratado de Alcanizes. Brandão afirma que é de crer que ElRei D. Diniz o prouvesse neste lugar pela confiança que nele tinha, e também por ser genro de Durão Martins de Parada, que então servia como Mordomo-mor do Reino.
O Livro Velho das Linhagens chama-lhe Martim Botelho de Sandim, por ser desta família, parente de Rui Martins de Sandim, que naquele tempo estava em Castela com a tenência do castelo de Fica, no Reino de Toledo, sendo reconhecido em Portugal como tronco principal dos Botelhos.
Em 1706, o Padre António Carvalho da Costa, na sua Corografia Portugueza, refere, na entrada sobre a vila de Mirandela, uma genealogia dos Botelhos em que o mesmo Martim Pires de Brandão surge como Alcaide-mor de Castelo de Vide, dando-se como fonte a mesma referência de Frei Francisco Brandão que o cita somente como Alcaide-mor de Castelo Rodrigo. Esta imprecisão parece ter sido reproduzida mais tarde por vários autores, de que são exemplos Felgueiras Gayo no título Botelhos do seu Nobiliário, e Manuel Abranches de Soveral no seu Ensaio sobre a origem dos Correa.

## Família e descendência
Segundo o Nobiliário do Conde D. Pedro, era filho de Pedro Martins Botelho e D. Dórdia Martins, neto paterno de Martim Vasques Barba, e materno de Domingos Martins, honrado cidadão de Lisboa. Teve uma irmã, D. Elvira Pires Botelho, casada com Gomes Gonçalves Peixoto.
Casou com D. Joana Martins, filha de Durão Martins de Parada, Mordomo-mor delRey D. Diniz, e de D. Maria Domingues de Lisboa, os quais foram pais de:
- Afonso Botelho, o qual "mataraõno em Aguiar de Campos" antes de 1339, e era casado com D. Micia Vasques. Foram pais de Diogo Afonso Botelho e Martim Afonso Botelho,  documentados 1339 com sua mãe na lista dos padroeiros de Mancelos, tendo então entre sete e nove anos de idade, e sendo já órfãos de pai.[4] Este Martim Afonso testou em 1379, deixando a seu filho toda a cota que fora do avô e todo o arnês comprido, fazendo votos para que os escudeiros que viviam em sua companhia passassem a viver com o filho.[6]
- Martim Barba